# Jamal Shead
Jamal Daniel Shead (Austin, Texas; 24 de julio de 2002) es un baloncestista estadounidense que pertenece a la plantilla de los Toronto Raptors de la NBA. Con 1,85 metros de estatura, juega en la posición de base.

## Trayectoria deportiva

### Universidad
Jugó cuatro temporadas con los Cougars de la Universidad de Houston, en las que promedió 9,7 puntos, 2,8 rebotes, 5,0 asistencias y 1,6 robos de balón por partido. En su tercera temporada fue incluido en el segundo mejor quinteto de la American Athletic Conference y elegido jugador defensivo del año de la conferencia. Ya en su último año, con cambio de conferencia incluido, fue elegido Jugador del Año de la Big 12, además de mejor defensor. Fue ademmás galardonado con el Premio Naismith al Mejor Jugador Defensivo del Año y el Jugador Defensivo del Año de la NABC, además de ser incluido en el primer quinteto All-American consensuado.

#### Estadísticas
| Año     | Equipo  | PJ  | PT  | MPP  | %TC  | %3P  | %TL  | RPP | APP | ROB | TPP | PPP  |
| ------- | ------- | --- | --- | ---- | ---- | ---- | ---- | --- | --- | --- | --- | ---- |
| 2020–21 | Houston | 26  | 2   | 9.9  | .455 | .125 | .750 | 1.1 | 1.5 | .8  | .2  | 3.3  |
| 2021–22 | Houston | 38  | 32  | 31.0 | .405 | .298 | .802 | 3.0 | 5.8 | 1.6 | .2  | 10.0 |
| 2022–23 | Houston | 37  | 37  | 32.6 | .415 | .310 | .732 | 3.0 | 5.4 | 1.7 | .2  | 10.5 |
| 2023–24 | Houston | 37  | 37  | 31.1 | .409 | .309 | .779 | 3.7 | 6.3 | 2.2 | .5  | 12.9 |
| Total   | Total   | 138 | 108 | 27.5 | .412 | .296 | .772 | 2.8 | 5.0 | 1.6 | .3  | 9.7  |

### Profesional
El 27 de junio de 2024 fue seleccionado en la cuadragésimo quinta posición del Draft de la NBA de 2024 por los Sacramento Kings; sin embargo, esa misma noche fue traspasado junto con Davion Mitchell, Aleksandar Vezenkov y una selección de segunda ronda de 2025 a los Toronto Raptors a cambio de Jalen McDaniels. El 5 de julio firmó contrato con los Raptors.

## Estadísticas de su carrera en la NBA

### Temporada regular
| Año     | Equipo  | PJ | PT | MPP  | %TC  | %3P  | %TL  | RPP | APP | ROB | TPP | PPP |
| ------- | ------- | -- | -- | ---- | ---- | ---- | ---- | --- | --- | --- | --- | --- |
| 2024-25 | Toronto | 75 | 11 | 19.6 | .405 | .323 | .768 | 1.5 | 4.2 | .8  | .1  | 7.1 |
| Total   | Total   | 75 | 11 | 19.6 | .405 | .323 | .768 | 1.5 | 4.2 | .8  | .1  | 7.1 |